# نظام الحصاد المائي
حصاد مياه الأمطار هو عملية جمع وتخزين وتوزيع مياه الأمطار من سقف المنزل أو المسطحات الصخرية أو الترابية. تستخدم المياه المجموعة في المنزل وحوله، لإعادة استخدامها قبل أن تصل إلى المياه الجوفية. ويتم استخدام حصاد المياه لتوفير مياه الشرب ومياه للماشية والمياه اللازمة للري، فضلا عن الاستخدامات التقليدية الأخرى.

## نبذة تاريخية
- استخدم جمع مياه الأمطار منذ العصور القديمة، في اليونان القديمة وفلسطين وروما. حوالي القرن قبل الميلاد 3.
- في ولاية تاميل التاميل القديمة، الهند، تم القيام به جمع مياه الأمطار من قبل الملوك تشولا
- وقد تم جمع مياه الأمطار من معبد Brihadeeswarar في خزان Sivaganga في حضارة وادي السند.
- استخدمت الكهوف إليفانتا وكهوف Kanheri في تجميع مياه الأمطارفي مومباي لتوفير الاحتياجاتالتكررة للمياه.

## أهمية الحصاد المائي
- يمكن لمياه الأمطار التي تم جمعها من فوق أسطح المنازل والمؤسسات المحلية أن تقدم مساهمة هامة لتوفير المياه الصالحة للشرب. ويساهم في تعزيز مستوى المياه الجوفية وزيادة المساحات الخضراء في المناطق الحضرية. المياه التي يتم جمعها من سطح الأرض، وأحيانا من المناطق التي أعدت خصيصا لهذا الغرض.
- ويمكن لنظم تجميع مياه الأمطار ان تكون من مواد محلية رخيصة الثمن، ويحتمل أن تكون ناجحة في معظم مواقع السكن.. قد لا تكون الياه المجمعه صالحة للشرب بشكل مباشر وربما تحتاج إلى معالجة قبل الاستهلاك. بسبب اختلاطها ببعض الملوثات، مثل الزئبق من حرق الفحم من المباني المجاورة، أو براز الطيور.
- ويمكن استخدام الفائض من مياه الأمطار في تعزيز مستوى ا لمياه الجوفية وتسمى هذه العملية«إعادة تغذية المياه الجوفية».

ويمكن ان تكون مفيدة في ضخ المياه للمراحيض وغسل الملابس وسقي الحديقة، وغسل السيارات، وهذا الكم من الاستخدام فقط من المنزل العادي.
- وتستخدم أنظمة الحصاد المائي في المناطق التي يبلغ متوسط سقوط الأمطار أكثر من 200 ملم (7.9 بوصة) سنويا

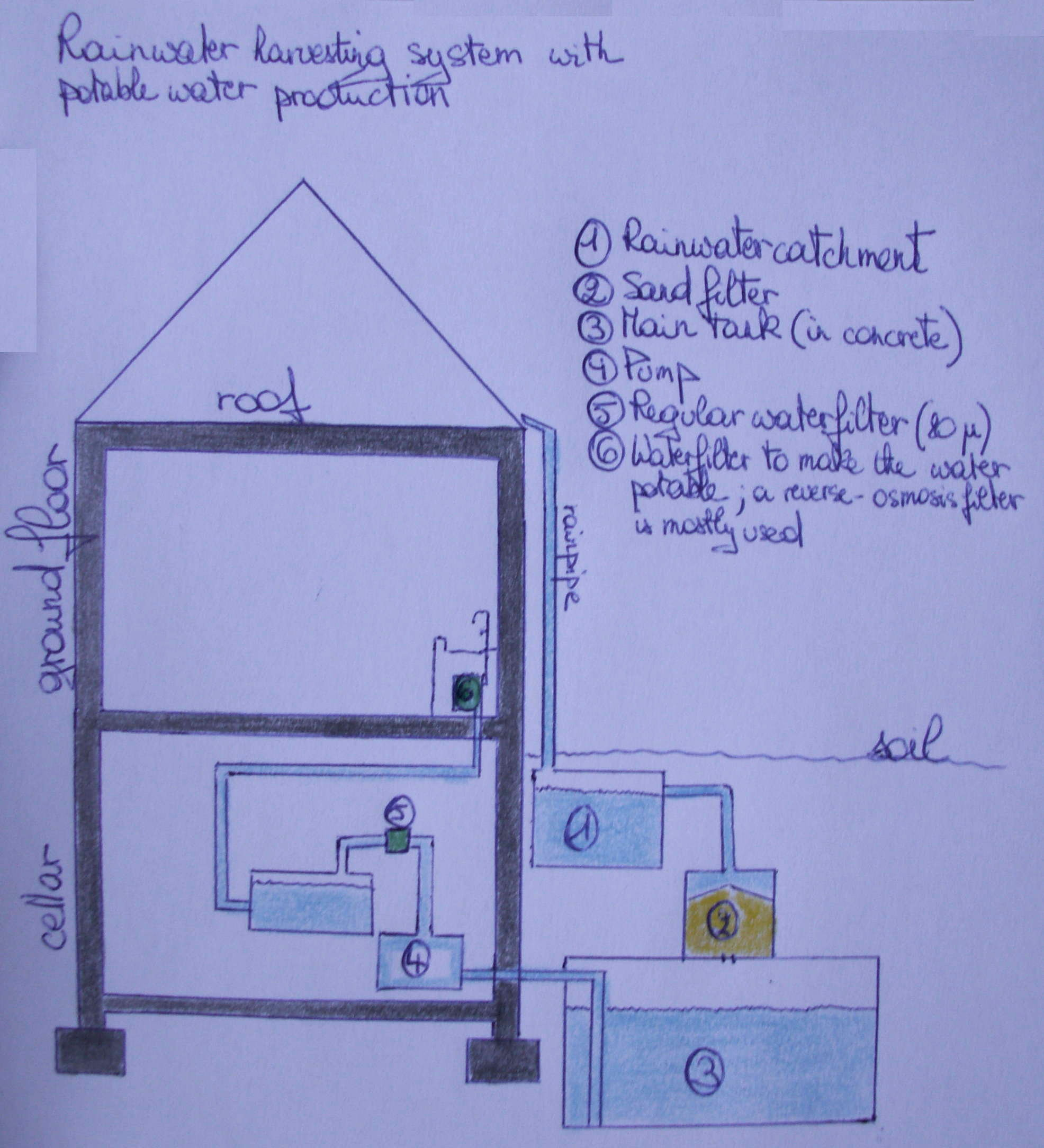
تعليق1

هناك عدة أنواع من أنظمة جمع مياه الأمطار، والتي تتراوح بين أنظمة منزل بسيط جدا إلى نظم صناعية معقدة. والمعدل الذي يمكن جمع المياه من أي نظام يعتمد على مساحة المنطقة المستغلة، وكفاءتها، وشدة هطول الأمطار (أي كمية الأمطار السنوية (ملم سنويا) × متر مربع من منطقة التجمع = لتر لكل محصول السنة) ويجب تغطية صهاريج التخزين لمنع تكاثر البعوض والحد من التبخر، والتلوث ونمو الطحالب. وأن تكون كبيرة بما يكفي لتحمل تدفقات الذروة، ويمكن ان تكون مصنوعة من المعدن أو البلاستيك.
خفة الوزن، والتصميم الجيد للوحدات يجعل تركيب الصهاريج أسرع وأكثر أمنا وأسهل وأرخص.
وجزء من هذا الصهريج يكون مكشوفا لجمع الماء مع ضرورة معالجة المنطقة خوفا من تسرب الملوثات والجراثيم، وقد تكون هذه الهاريج اما بباطن الأرض أو على سطح الأرض.

## حقائق
- بوصة (2.54 سنتمر) من الأمطار على سطح 2.000 قدم مربع (185 متر مربع) سكني تولد 1.250 غالون (4.750 لتر) من المياه التي يمكن إعادة استخدامها.
- أن سقف واحد في منطقة تستقبل 30 بوصة (76.2 سنتيمتر) من الأمطار السنوية يولد 41.000 جالون (155.201 لتر) من المياه التي يعاد استخدامها.
- الأسرة الأميركية في المتوسط بمساحة 10.000 قدم مربع يستخدم 5000 غالون من المياه أسبوعيا في ري الحدائق.
- تشغيل المرشات لمدة 2 ساعة يعادل استخدام ما يصل إلى 500 جالون من المياه.

## تغذية المياه الجوفية
ويمكن أيضا أن تستخدم مياه الأمطار لتغذية المياه الجوفية، حيث يتم جمع جريان المياه على الأرض، وتخزينها في مناطق جوفية مخصصة لهذا الغرض.

## مزايا النظام في المناطق الحضرية
يمكن لهذا النظام أن يوفر مصدر مستقل لتغذية مياه الشرب، وغالبا ما تستخدم لتلبية الحاجات المنزلية المتكررة
وتتميز بخفض مستوى الجريان السطحي للمياه.
- وفي مناطق شبكات الصرف المشتركة يكون خفض مستوى الجريان السطحي مهم جدا لتخفيض الضغط على محطات الصرف الصحي والقدرة الاستيعابية لها وخصوصا في اوقات الذروة التي يكون مستوى الهطول أعلى ما يمكن.
- الحصاد المائي من الأنظمة سهلة التشغيل والتركيب وذات كلفة بسيطة مقارنة بالأنظمة الأخرى وتوفر كم مناسب من الاستهلاك، اما على المستوى الحضري فقد انشئت شركات متخصصة بنظام الحصاد المائي من خلال الصهاريج المستعملة للتخزين.

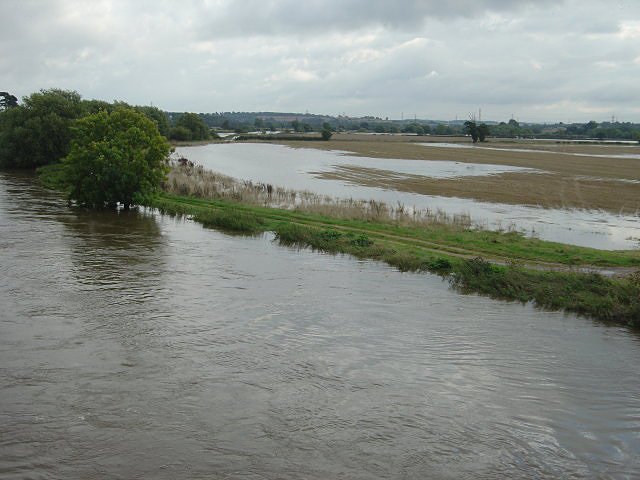
تعليق1

## فوائد الحصاد المائي
- تقليل الاعتماد على أنابيب المياه: تخفيض استهلاك المياه الرئيسية مما يؤدي ال خفض تكاليف الصرف المائي وتوفير المياه الصالحة للشرب للمستقبل.
- حماية الملكية: عن طريق الحد من الجريان السطحي مياه الأمطار، التي تقلل من احتمال حدوث فيضانات في المناطق الحضرية وإمكانية الاضرار في الممتلكات في الوقت الذي توفر في الموقع إمدادات المياه اللازمة للاستعمال.
- زيادة نسب العشب الأخضر والحدائق: المياه الغير خاضعة ضمن أي شبكة محلية في المنطقة تساهم في ري المزروعات والمساحات الخضراء دون الجوع للمياه المحلية.
- انخفاض الصيانة:

تتم إزالة الرواسب والحطام خلال الغطاء النباتي عن طريق الترشيح قبل التخزين في خزان.

## معالجة المياه المجمعة
يمكن لمياه الأمطار المجمعة أن تكون غير صالحة للاستخدام المباشر وخصوصا للشرب، فعادة ما تكون ملوثة بفعل الجراثيم والميكروبات، ولكن هناك الكثير من العمليات التي تستخدم لتنقية المياه من هذه الملوثات.
على سبيل المثال، المياه المجمعة من أسطح المباني من الممكن ان تكون ملوثة بفضلات الطيور والغبار والاجزاء العالقة بالجو وبعض المركبات غير العضوية القادمة من البحار (ca,mg,na,k,cl,so4) والغازات الذائبة (CO2, NOx, SOx).
ففي أوروبا تم إحصاء كم هائل من المبيدات الحشرية في أول هطول للأمطار بعد موجة الجفاف التي اصابت المنطقة.
وهناك العديد من العمليات المستخدمة لتنقية المياه، وتعتمد العملية المستخدمة على التصنيف العام للمياه وتقسم إلى عدة أقسام:
- 1)	الفئة 1: وهي المياه الجوفية العميقة، وتستخدم عمليات ال (Aereation) تهوية المياه وازالة الغازات المضغوطة والروائح بفعل التفاعلات الحاصلة والتخلص من المركبات الايونية باستخدام عملية ال (oxidation) التفاعل مع الأكسجين.
- 2)	الفئة 2: وغالبا ما تكون من الآبار غير العميقة ومن العمليات المستخدمة، ال (coagulations) بحيث يتم استخام الحصى بمختلف حجومه للتخلص من الشوائب العالقة بالإضافة لعمليات ال (aereation وال (oxidation).
- 3)	الفئة 3: وهي المياه السطحية وتستخدم بها عمليات ال (sedimentation) من خلال جمع المياه في أحواض كبيرة وتركها لساعات حتى تترسب الملوثات في قاع الحوض.

- 4)	الفئة 4: وهي المياه الغير صالحة للشرب ويتم بها استخدام عمليات معقدة للتخلص من الملوثات العالقة ومن هذه العمليات (disinfection) حيث يتم استخدام مركبات الكلور، أو عملية ال (ozination) باستخدام غاز الاوزون لاكسدة البكتيريا والفيروسات العالقة.

ومن العمليات الأخرى المستخدمة:
- 1)	الاشعة فوق البنفسجية
- 2) 	التناضح العكسي
- 3)الكربون النشط
- 4)	Hardness process
- 5)	The basic change method using Zeolite.
- 6)	The regeneration of Zeolite.

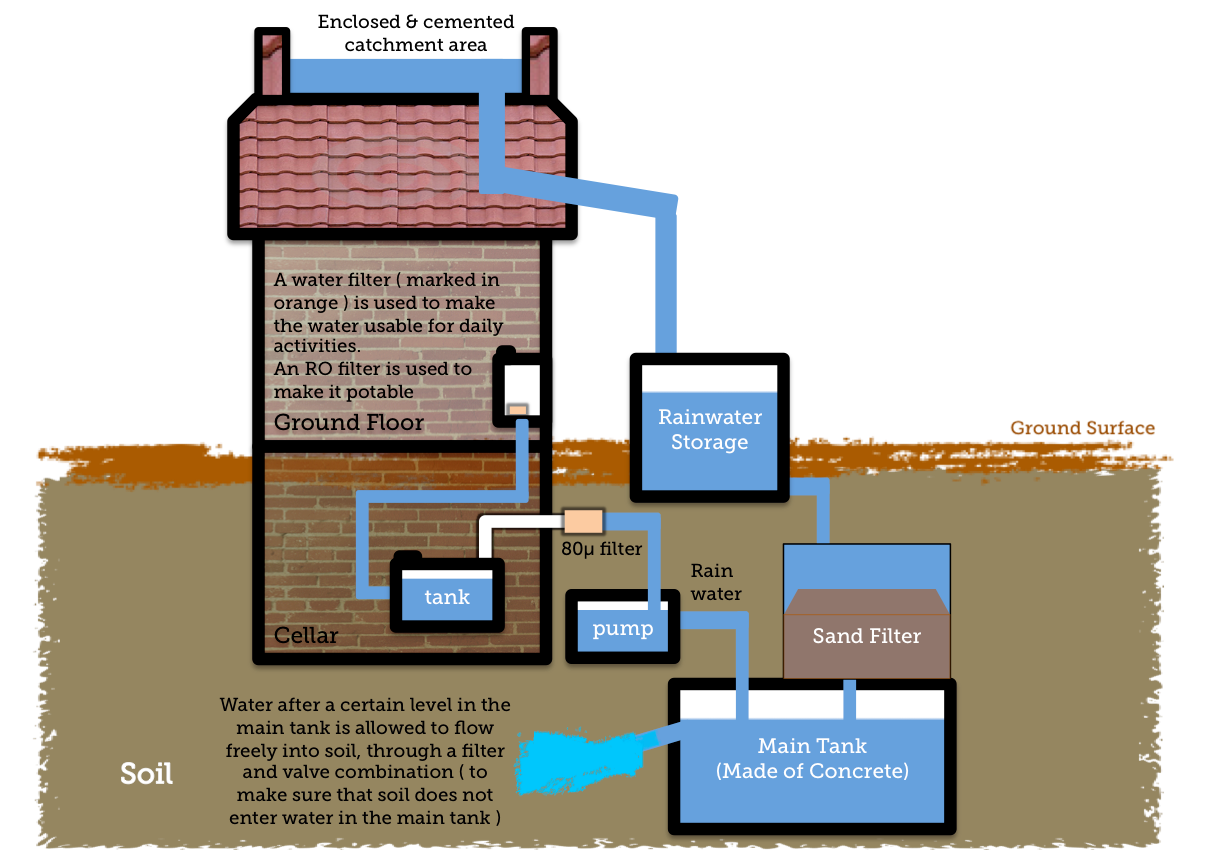
تعليق1

- من المهم جدا الأخذ بالاعتبار السعة التخزينية لأي نظام مائي حتى يكون قادر على تلبية الحاجة والطلب على المياه وخصوصا في مواسم الجفاف بشكل عام
- أن تكون السعات التخزينية المستعملة في النظام كبيرة بما يكفي لسد الحتياجات اليومية للمياه فس مواسم الجفاف.
- الأخذ بالاعتبار مساحة المنطقة المستخدمة لتجميع المياه من الأسطح الخارجية.